# آبوسيمز
آبوسيمز هي سلسلة مانغا يابانية من تأليف ورسم تسوتومو نيهي، نشرت في مجلة شونن سيريوس الشهرية في الفترة من فبراير 2017 حتى أغسطس 2021 وتم جمعها في 9 تانكوبون.